# کنده‌کاری هسته میوه

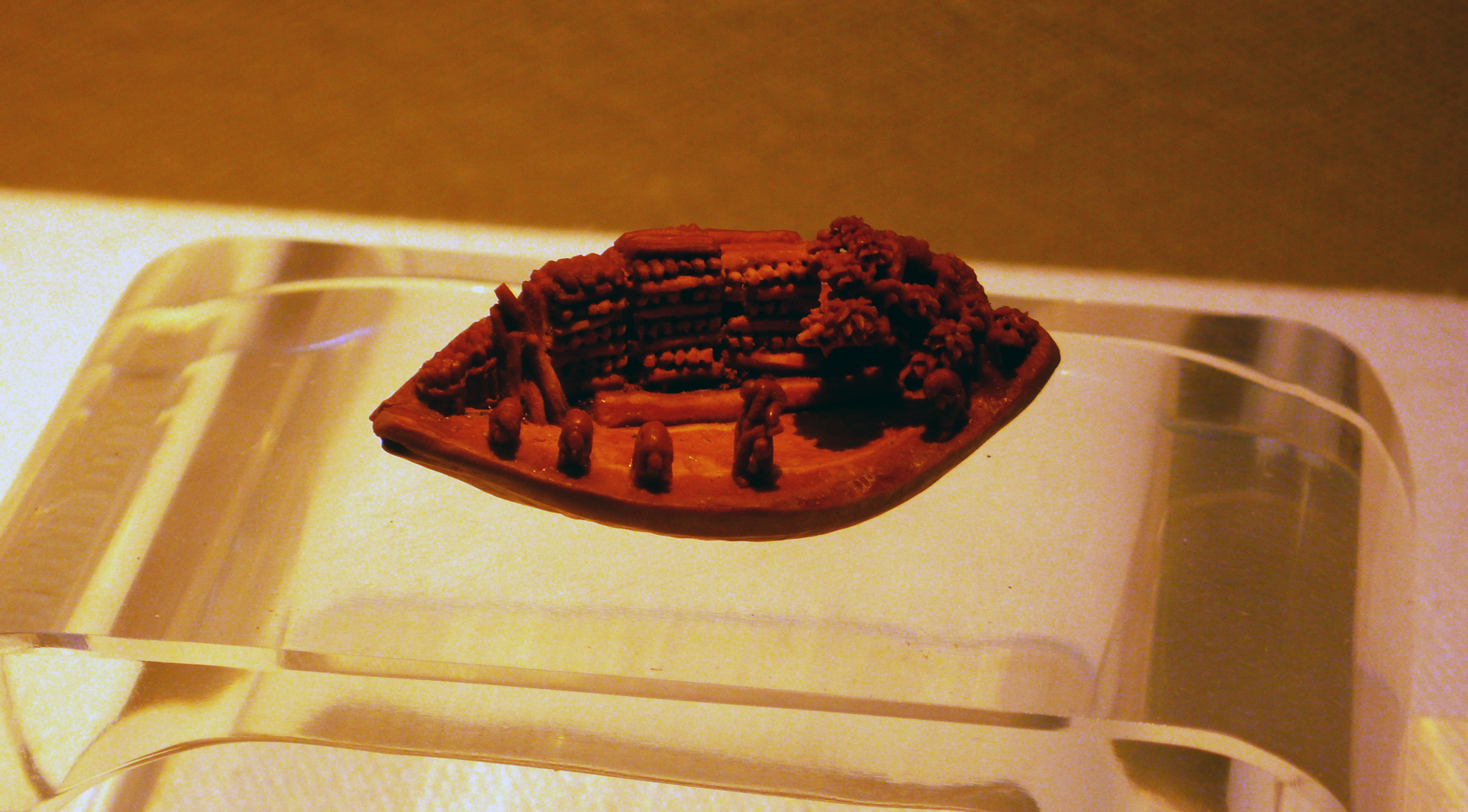

کنده‌کاری هسته میوه (انگلیسی: Fruit pit carving) (果核雕刻) یکی از هنرهای فولکلور کشور چین است. در این هنر از هستهٔ  هلو، زردآلو، زیتون، گردو، و غیره استفاده شده و بر روی هسته طرح های بسیار ریزی از بودا، طبیعت و زودیاک چینی کنده‌کاری می‌شود. 